# Giuseppe Solenghi

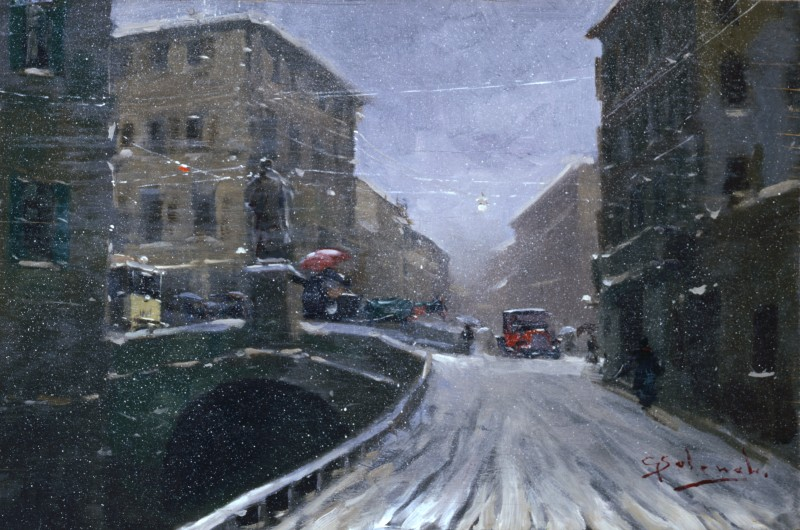
Antico ponte di Porta Romana o Milano vecchia o Nevicata, 1920 ca. (Fondazione Cariplo)

Giuseppe Solenghi (Milano, 3 maggio 1879 – Cernobbio, 8 marzo 1944) è stato un pittore italiano.

## Biografia

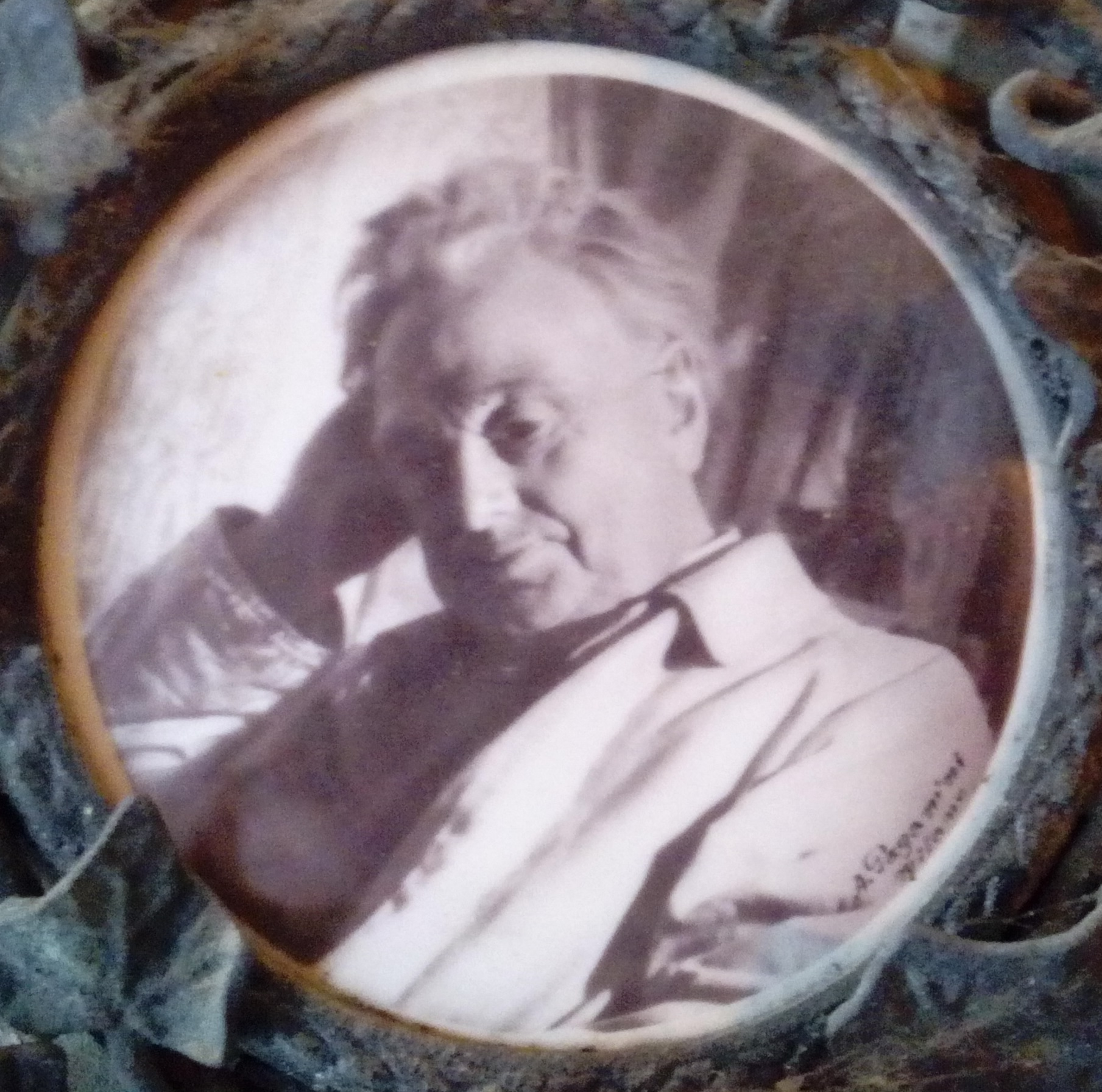
Foto del pittore dalla sua tomba al Cimitero Monumentale di Milano.

Studiò dal 1892 al 1895 presso l'Accademia di Brera a Milano, seguì i corsi di pittura sotto la direzione di Cesare Tallone, quelli di scultura ed incisione sotto la direzione di Ernesto Bazzaro, ed infine quelli di prospettiva sotto la direzione di Giuseppe Mentessi. 
Fra il 1895 e il 1900 si dedicò alla riproduzione di manoscritti miniati. 
Dopo la prima guerra mondiale iniziò ad esporre in collettive i suoi paesaggi, soprattutto urbani della vecchia Milano.
Si dedicò a rappresentare i panorami umidi dei canali di Milano e delle lagune veneziane.
Dopo la morte, fu sepolto al Cimitero monumentale di Milano.
Il Comune di Milano dopo la morte gli intitolò una via a suo nome.

## Opere nei Musei
- Collezioni d'arte della Fondazione Cariplo di Milano con il dipinto su tavola Antico ponte di Porta Romana (1920).
- Galleria d'arte moderna Ricci Oddi di Piacenza con i dipinti su tavola: Traffico milanese a Piazza Duomo, Traffico milanese a in una via del centro, Strada vicino ai giardini.